# チャンベリ
チャンベリ （Chamberí）は、スペイン、マドリードの区。

## 行政
6つの地区で構成される。
- 71 - ガスタンビデ
- 72 - アラピレス
- 73 - トラファルガル
- 74 - アルマグロ
- 75 - リオス・ロサス
- 76 - バリェエルモソ

## 歴史

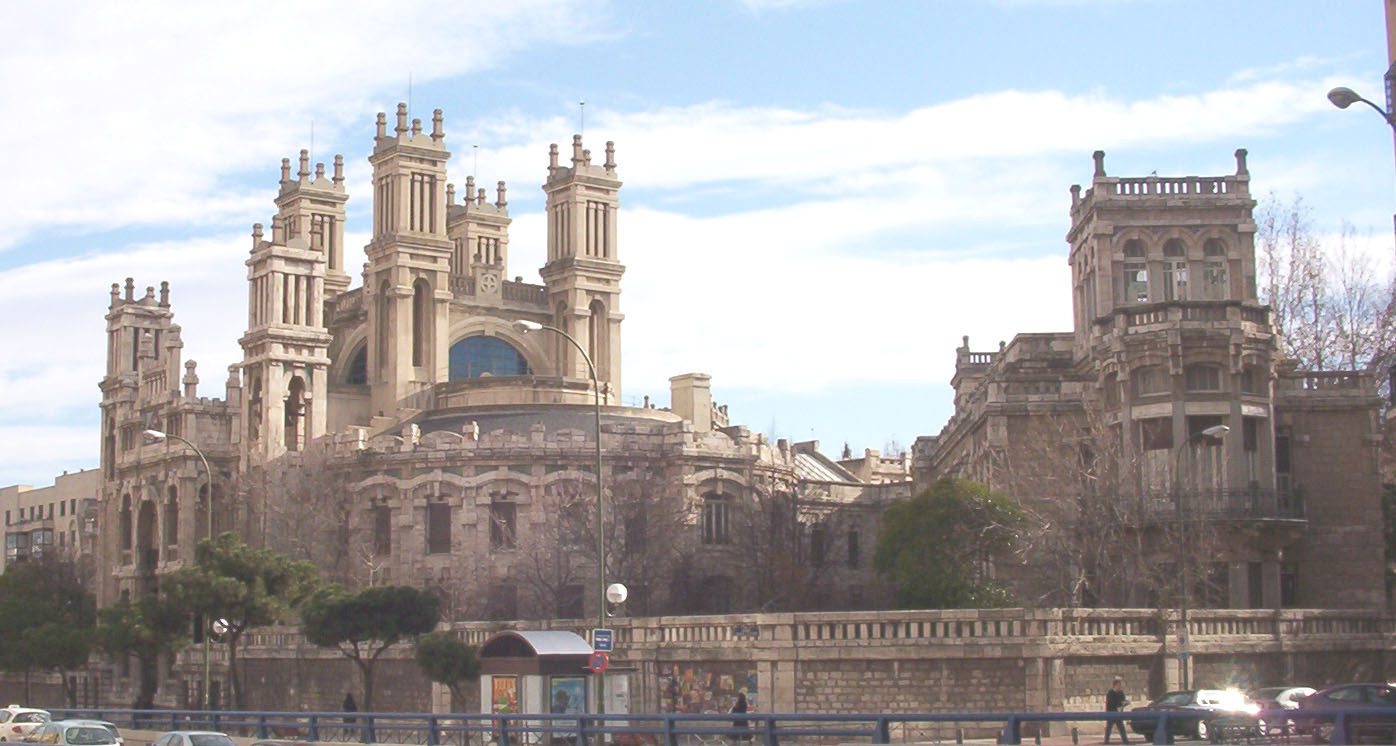
1916年完成のマウデス病院

中世の間、チャンベリの土地はテンプル騎士団の領地だった（14世紀の騎士団解散まで）。その後フエンカラルの教区に組み込まれた。この時代のチャンベリは森に覆われ、宮廷の人々の狩猟地となっていた。
カルロス1世時代以後、森の木が切られ、荒地が牧草地に変えられていった。17世紀、チャンベリの土地の80％は教会、貴族、スペイン王によって握られていた。残りは裕福な農家や小さな自作農が耕し、穀物を栽培しワインを生産していた。18世紀末から19世紀にかけ、産業の導入で農業は重要性を失った。レンガやタイルの工場がつくられると、労働者が住むための住宅ができ、道が舗装された。ナポレオン1世時代のフランス軍はスペイン侵攻後チャンベリの地に本部を置いたとされている。フランス人たちはこの地をシャンベリ（Chambéry）と呼び、これがチャンベリの語源となり区名となった。
永代所有財産解放令交付後、教会が所有していた広大な土地は国家や産業家の物となった。19世紀から20世紀にかけてのマドリード拡大計画の様々な都市設計が行われた。最初に都市化が行われた南東部のアルマグロ地区は、ヘノバ通り、カステリャーナ通り、アルマグロ通りで区切られた『マドリードの黄金の三角地帯』（Triángulo de Oro）と呼ばれていた。多くのスペイン貴族が住居をかまえていたからである。現在は行政地区の様相が濃く、スペイン内務省、イギリス大使館、スウェーデン大使館、フィリピン大使館、ドイツ大使館、コロンビア大使館がある。
区内にはモデルニスモやネオ・ゴシック様式、ネオ・ムデハル様式の建築物が多く集まっている。

## 交通
- セルカニアス マドリード - ヌエボス・ミニステリオス駅
- マドリード地下鉄 - 1号線から2号線、4号線から8号線、10号線